# نوكيا 3120 كلاسيك
 نوكيا 3120 كلاسيك (بالإنجليزية: Nokia 3120 classic)‏ هو هاتف محمول من نوكيا.

## الخصائص
- الشاشة: 240 × 320
- الوزن: 85 غ (3.0 أونصة)
- الذاكرة: 27.1 ميجابايت